# Adega

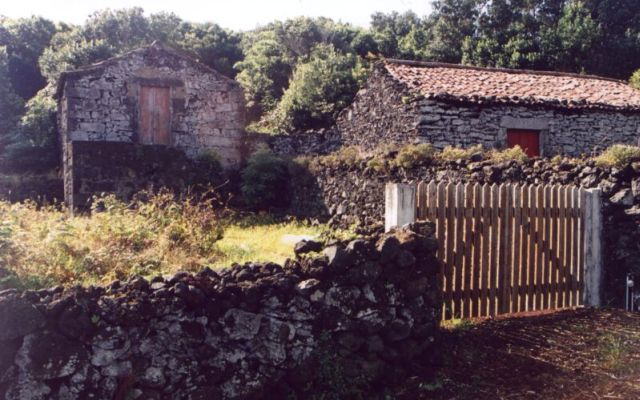
Im Weinanbaugebiet auf der Azoreninsel Faial findet man private Adegas

Adega (port.) heißt Weinkeller, Adega cooperativa bedeutet Winzergenossenschaft. Diese Bezeichnung ist daher öfter auf Etiketten portugiesischer Weine zu finden.
Oft handelt es sich bei einer Adega nicht um einen klassischen Weinkeller. Die Portugiesen bezeichnen nämlich auch Verkaufsstellen für Wein sowie ihre Häuschen in den teilweise privaten Weinfeldern als Adega, in denen sie die Rebsorten verarbeiten. 